# Elke Deuringer
Elke Deuringer (* 13. November 1942 in Innsbruck) ist eine deutsche Liedermacherin und Schauspielerin.

## Leben
Im Alter von drei Jahren zog die gebürtige Innsbruckerin nach Markt Schwaben. Mit sechs Jahren begann sie eine Ballett- und Klavierausbildung, mit zwölf Jahren folgten die ersten Bühnenauftritte. Zwischen 1962 und 1972 entstanden erste Gedichte und Kurzgeschichten.
Sie heiratete und wurde Mutter von zwei Kindern. Von 1972 bis 1981 absolvierte sie ein Gesangsstudium in München, das sie sich selbst finanzieren musste. So arbeitete sie unter anderem als Model, und als Filmproduzent Wolf C. Hartwig ihr 800 D-Mark für einen Drehtag anbot, sagte sie zu. Deuringer wurde in den nächsten Jahren zu einer vielbeschäftigten Darstellerin der deutschen Report-Filme und distanzierte sich auch später nicht von dieser Tätigkeit. Sie wirkte zudem in Werbespots mit und sammelte bei Konzerten Erfahrungen als Sängerin.
1981 erfolgte ihr erster von der Presse beachteter Auftritt als Liedermacherin mit von ihr selbst komponierten und getexteten Chansons im Münchner Open-Air-Festival Singats. Damit vollzog sie den Einstieg in die Münchner Kleinkunstszene.
Von 1984 bis 2006 wirkte sie in Markt Schwaben als Schauspielerin, Sängerin, Komponistin, Moderatorin und Organisatorin bei den jährlich stattfindenden Weiherfestspielen mit. 1989 hatte sie einen erfolgreichen Auftritt im Münchner Gasteig mit dem eigenen Gesangszyklus Meine Lieder, woran sich Engagements im In- und Ausland anschlossen. Ihr letztes großes Konzert hatte Deuringer 1995 im Gasteig. Ihr Repertoire umfasste unter anderem die Interpretation lyrisch-satirischer Texte, Chansons aus den 1930er Jahren, Evergreens und Kabarettistisches aus vierzig Jahren Lach- und Schießgesellschaft.
Um die Mitte der 1990er Jahre musste Deuringer sich vom Künstlerleben zurückziehen, da sie die häusliche Pflege von mehreren Familienmitgliedern übernahm.

## Auszeichnungen
- Assel der Schwabinger Künstlergruppe Die Katakombe
- Literatenfeder des Münchner Literaturkreises Kaleidoskop
- 2021: Schwabinger Kunstpreis

## Filmografie
- 1973: Schlüsselloch-Report
- 1973: Frühreifen-Report
- 1973: Auch Ninotschka zieht ihr Höschen aus
- 1973: Der Ostfriesen-Report
- 1973: Geheimtechniken der Sexualität
- 1974: Wenn die prallen Möpse hüpfen
- 1974: Schulmädchen-Report. 7. Teil: Doch das Herz muß dabei sein
- 1974: Charlys Nichten
- 1974: Die Rache der Ostfriesen
- 1974: Zwei Rebläuse auf dem Weg zur Loreley
- 1974: Schulmädchen-Report. 8. Teil: Was Eltern nie erfahren dürfen
- 1975: Mei Hos’ ist in Heidelberg geblieben
- 1976: Massagesalon Elvira (Kurzfilm)
- 1977: Schulmädchen-Report. 11. Teil: Probieren geht über Studieren
- 1978: Zwei Kumpel in Tirol
- 1978: Derrick: Abendfrieden